# 半两

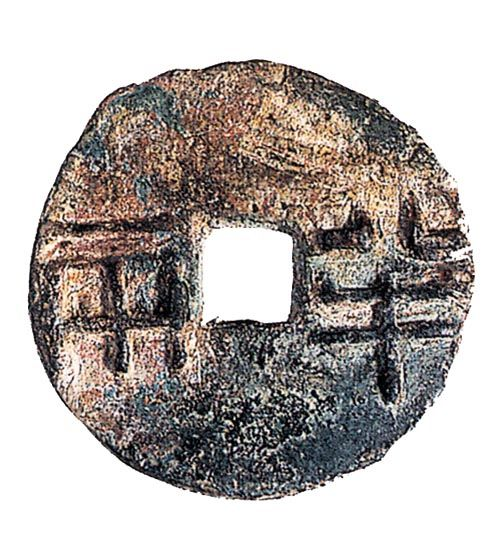
漢半两，年代不詳

半两，中国古代战国中期至西汉早年的一种圆形方孔青铜铸币，因钱币正面铸有“半两”两字而得名。战国时代，半两钱为诸侯国秦国的货币，始铸于秦惠文王二年（公元前336年），至秦始皇二十六年（公元前221年）随着秦统一中国而成为全国通行的法定货币。汉朝建立之初，承袭秦朝币制，仍用半两钱，直至汉武帝元狩五年（公元前118年）进行币制改革，改铸五铢钱为止。半两钱先后历经战国、秦朝和西汉三个历史时期，铸行共计218年，是中国最早的全国统一货币。

## 秦半两

### 战国时期
秦惠文王二年（公元前336年）至秦始皇二十六年（公元前221年）为秦半两的战国时期，共计铸行115年。秦惠文王二年，秦国“初行钱”，将货币的铸造权收归国家，规定圆形方孔半两钱为国家法定货币，这被视作半两的起源。这一时期的半两钱重量在8克左右，采用原始的泥范铸法，不平整，未经修磨，外形和厚薄并不固定，特别是其方孔不方，有的甚至作圆孔，铭文用大篆，“两”字中的“人”部分较长，俗称“长人两”。

### 秦朝时期
秦始皇统一中国后，以国家强制推行秦半两，取代原六国自有的货币。这一时期的半两钱多由地方官府自行铸造，形制的差异有所缩小，但是仍然不能做到统一。钱体不圆，方孔仍有不方者。铭文用小篆，传说乃李斯手书，“两”字中的“人”部分较短，俗称“短人两”。

## 汉半两
刘邦建立汉朝后，决定重新铸造货币，但由于初期百废俱兴，所铸半两钱重量极轻，仅2克左右，俗称“榆荚半两”。随着经济逐渐好转，汉朝所铸半两钱的重量也逐渐增大。漢文帝時期鑄四銖半兩。汉武帝元狩五年（前118年），汉武帝在上林苑设立工场，将铸币权首次统一收归中央政府，废半两钱，始造五铢，标志着半两逐渐退出历史舞台，由五铢取而代之。

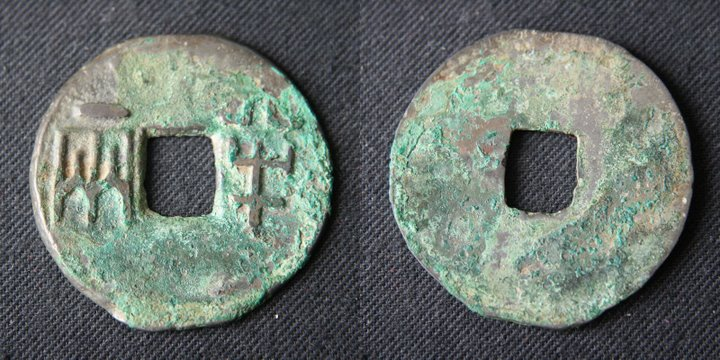
漢半两，呂后時期（前187年-前180年）鑄

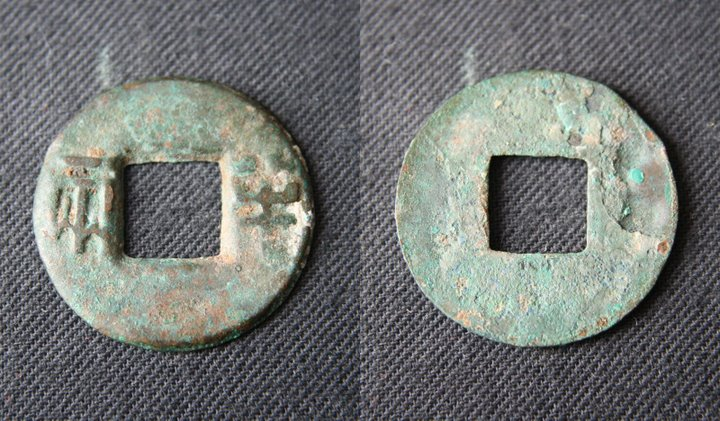
漢半两，漢文帝時期（前179年-前157年）鑄

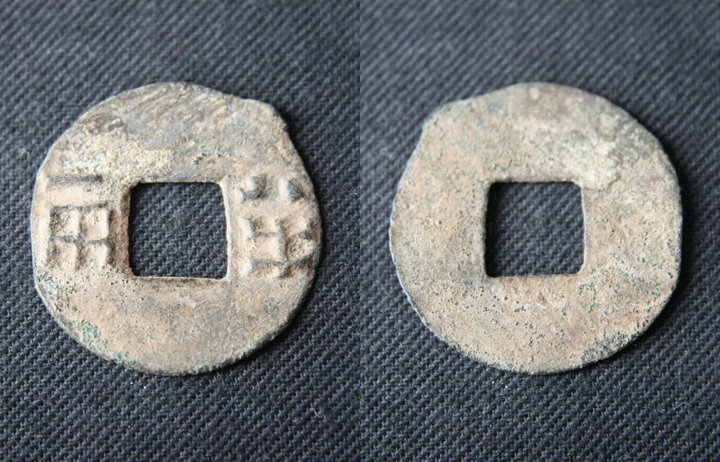
漢半两，漢武帝時期（前140年-前87年）鑄

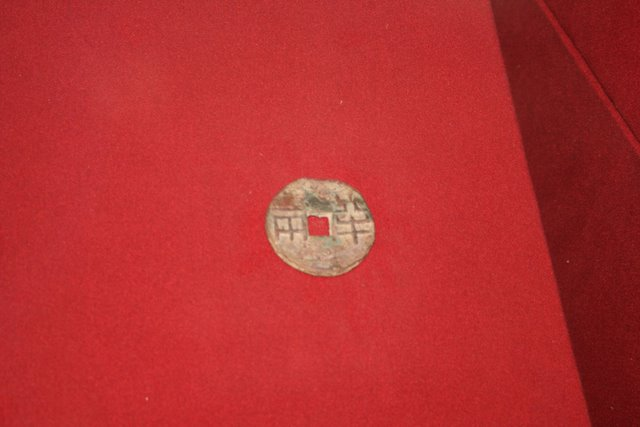
漢半两，現藏陝西省博物館